# Snøtoa
Die Snøtoa (norwegisch für Schneeflicken) ist eine ebene und vereiste Terrasse im ostantarktischen Königin-Maud-Land. Im Mühlig-Hofmann-Gebirge liegt sie auf der Nordostseite des Grytøyrfjellet.
Norwegische Kartographen, die sie auch benannten, kartierten sie anhand von Vermessungen und Luftaufnahmen der Dritten Norwegischen Antarktisexpedition (1956–1960).